# Zephyranthes microstigma
Zephyranthes microstigma är en amaryllisväxtart som beskrevs av Pierfelice Ravenna. Zephyranthes microstigma ingår i släktet Zephyranthes och familjen amaryllisväxter. Inga underarter finns listade i Catalogue of Life.